# Жук, Нина Алексеевна
Нина Алексеевна Жук (в девичестве Бакушева; род. 6 июля 1934 или 9 июля 1934, Савино, Ивановская Промышленная область) — советская фигуристка, выступавшая в парном фигурном катании с партнёром, а впоследствии мужем — Станиславом Жуком. Мастер спорта СССР (1957). Заслуженный тренер РСФСР. Заслуженный деятель искусств Российской Федерации.
Первая фигуристка СССР — призёр чемпионата Европы (1958 год, серебро). Первая фигуристка СССР, принявшая участие в чемпионате мира (1958 год, 8-е место). Первая фигуристка СССР, выступившая на Олимпийских играх (1960 год, 6-е место). Представляла общество «Динамо» (Ленинград).

## Биография
В годы Великой Отечественной войны Нина Бакушева находилась в блокадном Ленинграде. Награждена орденом «За заслуги перед Отечеством» III степени.
С партнёром Станиславом Жуком тренировалась у Петра Орлова. Нина Бакушева и Станислав Жук — четырёхкратные чемпионы Советского Союза в парном катании: 1957, 1958, 1959 и 1961 годов, трёхкратные серебряными призёры чемпионатов Европы в 1958—1960 годах. Они впервые исполнили поддержку на одной руке. В то время это считалось опасным, поэтому некоторые судьи отказывались считать такие поддержки законными элементами фигурного катания.
На Олимпийских играх 1960 года Станислав и Нина Жук заняли шестое место.
После спортивной карьеры была солисткой Московского профессионального балета на льду, затем артисткой Всесоюзного объединения Госцирков.
Тренировала фигуристов. Среди её воспитанников такие спортсмены как Светлана Алексеева, Геннадий Красницкий, Анна Кондрашова, Марина Саная, Роман Серов и многие другие.
Дочь Марина Жук была балериной Московского академического музыкального театра им. К. С. Станиславского и Вл. И. Немировича-Данченко.

## Спортивные достижения
| Соревнование/Сезон      | 1956—1957 | 1957—1958 | 1958—1959 | 1959—1960 | 1960—1961 |
| ----------------------- | --------- | --------- | --------- | --------- | --------- |
| Зимние Олимпийские игры |           |           |           | 6         |           |
| Чемпионаты мира         |           | 8         |           |           |           |
| Чемпионаты Европы       | 6         | 2         | 2         | 2         |           |
| Чемпионаты СССР         | 1         | 1         | 1         |           | 1         |